# Mack 10
Dedrick Rolison, född 9 augusti 1971 i Inglewood i Kalifornien, är en amerikansk gangsta rappare och skådespelare mest känd under sitt artistnamn Mack 10. Han var medlem av hardcore rap-trion Westside Connection, tillsammans med Ice Cube och WC. Detta ledde till att han även blandades in i Ice Cubes fejd med Cypress Hill. Han har sålt mer än 2,4 miljoner album som soloartist och driver även det oberoende skivbolaget Hoo-Bangin' Records.
Rolison gifte sig med Tionne "T-Boz" Watkins, från R&B-trion TLC under 2000. De har den gemensamma dottern Chase Rolison, född 20 oktober, 2000. Under 2004 ansökte T-Boz om skilsmässa samt besöksförbud gentemot Rolison efter att han har hotat henne och deras dotters liv.

## Diskografi
- Mack 10 (1995)
- Based on a True Story (1997)
- The Recipe (1998)
- The Paper Route (2000)
- Bang or Ball (2001)
- Mack 10 Presents da Hood (2002)
- Ghetto, Gutter & Gangster (2003)
- Hustla's Handbook (2005)
- Best of Mack 10 (2007)
- Soft White (2009)
- 2000-1-0 (2010)
- Money Music (2010)